# Davi Kopenawa
Davi Kopenawa (né en 1956) est un chef chaman écologiste humaniste, porte-parole emblématique international de la communauté d'Amérindiens Yanomami, de la forêt amazonienne du Brésil et de la sauvegarde de la nature et de l'environnement mondial.

## Biographie
Il naît en 1956 dans une communauté d'Amérindiens Yanomami en pleine forêt amazonienne et perd rapidement la plupart des membres de sa famille, à la suite d'épidémies, alors qu'il n'est encore qu'un enfant.
Il est recueilli par le chef chaman de la communauté Yanomami de Watorikï, Lourival Watorikithëri, qui l'initie au chamanisme et dont il épouse la fille.
Il devient à son tour chef chaman de la communauté Yanomami des Watorikïs et vit dans la maison-village de cette communauté en pleine forêt amazonienne.
Le territoire des Amérindiens Yanomami est envahi par les chercheurs d’or brésiliens, à la fin des années 1980 et la surexploitation de la forêt amazonienne par le Brésil met en grand danger leur civilisation, par de nombreux massacres, empoisonnement de la nature et maladies nouvelles apportées par les exploiteurs contre lesquelles les Yanomamis n'ont pas de traitements ni aucune immunité naturelle.
Bouleversé par cette tragédie de son peuple, Davi Kopenawa apprend la langue portugaise du Brésil. De 1985 à 1995, il est interprète pour la Fondation nationale de l'Indien (fondation liée au gouvernement fédéral chargée de la protection des peuples indigènes).
Davi Kopenawa contacte en 1989 un ethnologue belge qui travaille sur la culture yanomami, Bruce Albert, pour qu'il l'aide à se faire entendre. Il en résulte des centaines d'heures d'entretien menés de 1989 au début des années 2000, débouchant sur plusieurs publications et finalement sur une somme ethnologique : La chute du ciel, qui sera publiée en 2010. Celle-ci présente la particularité d'innover sur le plan méthodologique, de questionner la position de l'ethnologue dans le groupe qu'il étudie et de renouveler profondément la relation chercheur/informateur. L'ouvrage est d'ailleurs cosigné par le chaman et l'ethnologue « Une des premières choses que cite Bruce Albert de Davi Kopenawa en recueillant son savoir de chaman, c’est « Tes professeurs ne t’avaient pas appris à rêver comme nous le faisons. Pourtant tu es venu vers moi ». [...] Bruce Albert a été [...] capable à la fois de garder la rigueur que ses professeurs lui avaient enseignée et… de faire le contraire : apprendre à rêver avec Davi Kopenawa, entrer tant dans son imaginaire que dans sa raison. »
Aidé par de nombreuses associations humanistes internationales, Davi Kopenawa entreprend un tour du monde (Amérique du Sud, États-Unis, Europe, France, etc.) pour expliquer sa culture et la situation dramatique vécue par son peuple, chercher de l'aide d'autres civilisations amies pour lutter contre la destruction de son peuple, la dévastation de la forêt amazonienne et revendiquer son droit international à la vie de son peuple dans la forêt amazonienne selon leur propre culture et à la reconnaissance de son territoire.
Il est rapidement connu, reconnu et respecté au Brésil et partout dans le monde comme ardent défenseur de son ethnie et de la sauvegarde de la forêt amazonienne pour l'intérêt de tous. Il préside l'association yanomami Hutukara.
Il a reçu une récompense du programme des Nations unies pour l'environnement en 1988 pour son action pour la protection de la forêt amazonienne. Il a également été décoré par le président Fernando Henrique Cardoso de l'ordre de Rio Branco au rang de chevalier en 1999.
Le 25 septembre 2019, Davi Kopenawa reçoit le prix Right Livelihood, connu sous le nom de « prix Nobel alternatif ».
En janvier 2020, Davi Kopenawa retrace son combat et ouvre une rétrospective consacrée à la photographe Claudia Andujar qui expose à la Fondation Cartier pour l’art contemporain, à Paris.
En 2021, il réitère sa collaboration avec Bruce Albert en publiant Yanomami, l'esprit de la forêt chez Actes Sud dans la collection "les voix de la Terre".
En 2024, les réalisateurs brésiliens Eryk Rocha et Gabriela Carneiro da Cunha réalisent un film documentaire basé sur le livre de Davi Kopenawa et Bruce Albert, La chute du ciel (titre original du film : A queda do céu). Le film est présenté la même année à la Quinzaine des cinéastes du festival de Cannes. Davi Kopenawa apparaît dans le film.